# Дерно
Де́рно (укр. Дерно) — село в Олыкской поселковой общине Луцкого района Волынской области Украины.
До 2020 года входило в Киверцовский район.
Код КОАТУУ — 0721882001. Население по переписи 2001 года составляет 1 529 человек. Почтовый индекс — 45260. Телефонный код — 3365. Населённый пункт занимает площадь 5,212 км².